# Twist (film, 2003)
Pour les articles homonymes, voir Twist (homonymie).
Pour plus de détails, voir Fiche technique et Distribution.
Twist est un film canadien réalisé par Jacob Tierney en 2003 et sorti le 28 septembre 2005.

## Fiche technique
- Titre  original : Twist
- Réalisateur : Jacob Tierney
- Scénariste  : Jacob Tierney d'après le roman de Charles Dickens : Oliver Twist
- Société de production :  Victorious Films
- Producteur : Victoria Hirst
- Société de distribution : Christal Films (Canada) - Zootrope Films (France) - Strand Releasing (USA)
- Musique du film :  Ron Proulx
- Directeur de la photographie : Gerald Packer
- Montage :  Mitch Lackie
- Distribution des rôles : Jenny Lewis
- Création des décors :  Ethan Tobman
- Direction artistique : Sara Kugelmass
- Décorateur de plateau :  Jennifer Chiovitti
- Création des costumes : Joanna Syrokomla
- Ingénieur du son :
- Coordinateur des cascades : John Smith
- Pays d'origine  : Canada
- Genre : Film dramatique
- Durée : 97 minutes
- Date de sortie : 28 septembre 2005 en France

## Distribution
- Nick Stahl : Dodge
- Joshua Close : Oliver
- Gary Farmer : Fagin
- Stephen McHattie : le sénateur
- André Noble : Adam
- Tygh Runyan :  David
- Brigid Tierney : Betsy
- Moti Yona : Charley
- Michèle-Barbara Pelletier : Nancy
- Maxwell McCabe-Lokos : Noah
- James Gilpin : Aide
- Josh Holliday : Morris
- Mike Lobel : Bully
- Michael Ripley : John
- Caroline Sura : Girl
- Emily Hampshire : Waitress